# Aucun ours
Pour plus de détails, voir Fiche technique et Distribution.
Aucun ours (خرس نیست ; Khers nist) est un film iranien réalisé par Jafar Panahi, sorti en 2022.
Le film est présenté en compétition officielle à la Mostra de Venise 2022 où il remporte le prix spécial du jury,.

## Synopsis
Le réalisateur Jafar Panahi, venant de Téhéran, est hébergé à Jaban, un village de la minorité azérie au nord de l'Iran, proche de la frontière avec la Turquie. N'ayant pas le droit de quitter son pays, il tourne un film à distance, par téléphone et écran interposés, dirigeant ainsi en visio les interprètes et l'équipe technique qui se trouvent dans une ville turque de l'autre côté de la frontière. Ce film raconte l'histoire d'un couple qui tente d'émigrer en Europe à l'aide de faux passeports.
La connexion internet est souvent mauvaise, ce qui rend son travail encore plus compliqué. Son assistant, Reza, essaie de le convaincre de franchir la frontière clandestinement pour venir sur le tournage, frontière qui est en pratique sous le contrôle des contrebandiers et des trafiquants d'êtres humains. Mais le réalisateur refuse.
En parallèle, il se retrouve à son corps défendant au milieu d'un conflit qui agite le village : en prenant des photos dans le village, il photographie par hasard un jeune couple, Gozal et Solduz, dont l'histoire d'amour secrète remet en cause une promesse de mariage. La jeune Gozal a en effet été promise dès sa naissance à un autre garçon, Yaghoub. Jafar Panahi se retrouve pris entre les deux camps, ceux qui veulent qu'il leur donne la photo et ceux qui veulent que la photo reste cachée.
En Turquie, le tournage se complique quand Zara, l'actrice principale, refuse de continuer, n'acceptant plus les mensonges d'un scénario de moins en moins authentique alors que le film est supposé s'inspirer de sa propre vie et de celle de son compagnon, Bakhtiyar ; elle est notamment en colère contre la production d'un faux passeport pour Bakhtiyar, qu'elle voit comme une tentative du réalisateur d'adoucir la réalité. Plus tard, Jafar Panahi apprend que Zara et Bakhtiyar ont disparu. Bakhtiyar est retrouvé en pleurs ; il a peur de ce qu'a pu devenir Zara, qui a déjà connu la prison et la torture et ne supporterait pas une trahison de sa part (ce que constituerait son acceptation du faux passeport sans qu'elle soit tenue au courant en amont).
En parallèle, Ghanbar, le logeur de Panahi, est convoqué par la police qui l'interroge sur les agissements et intentions du réalisateur, dont la voiture a été repérée près de la frontière. Ghanbar ayant peur d'être lui-même inquiété, il suggère au réalisateur de quitter le village.
L'histoire se termine tragiquement : d'abord Zara est retrouvée morte noyée, ensuite Gozal et Solduz ont été tués alors qu'ils cherchaient à franchir la frontière. Alors qu'il est au volant pour repartir à Téhéran, Jafar Panahi assiste à la découverte des corps.

## Fiche technique
Sauf indication contraire, les informations mentionnées dans cette section peuvent être confirmées par la base de données cinématographiques IMDb,  présente dans la section « Liens externes ».
- Titre français : Aucun ours
- Titre original : خرس نیست (Khers nist)
- Titre anglais international : No Bears
- Réalisation et scénario : Jafar Panahi
- Photographie : Amin Jafari
- Montage : Amir Etminan
- Production : Jafar Panahi
  - Régie générale : Nader Saeivar (Iran) et Sinan Yusufoğlu (Turquie)
- Société de production : JP Production
- Société de distribution : ARP Sélection (France)
- Pays de production :  Iran
- Langues originales : persan, azéri et turc
- Format : couleurs
- Genre : drame
- Durée : 106 minutes
- Dates de sortie :
  - Italie : septembre 2022 (Mostra de Venise 2022)
  - France : 23 novembre 2022

## Distribution
Sauf indication contraire, les informations mentionnées dans cette section peuvent être confirmées par la base de données cinématographiques IMDb,  présente dans la section « Liens externes ».
- Jafar Panahi : le réalisateur
- Reza Heydari : Reza, l'assistant réalisateur (en Turquie)
- Mina Kavani : Zara, l'actrice du film tourné en Turquie
- Bakhtiyar Panjeei	: Bakhtiyar, l'acteur du film tourné en Turquie
- Vahid Moshaberi : Ghanbar, le logeur du réalisateur (Iran)
- Narges Delaram : la mère de Ghanbar
- Naser Hashemi : le maire du village (Iran)
- Amir Davari : Solduz
- Darya Alei : Gozal
- Javad Siyahi : Yaghoub
- Yousef Soleymani : l'oncle de Yaghoub
- Sinan Yusufoğlu : Sinan
- Rahim Abbasi : un villageois

## Accueil

### Box Office
Cumulé en semaines d'exploitation:
| Pays ou région | Box-office     | Date d'arrêt du box-office | Nombre de semaines |
| -------------- | -------------- | -------------------------- | ------------------ |
| France         | 81 526 entrées | 25 janvier 2023            | 9                  |

### Accueil critique
En France, le site Allociné propose une moyenne de 4⁄5, à partir de l'interprétation de 23 critiques de presse.
Dans les Cahiers du cinéma, Olivia Cooper-Hadjian écrit : « Aussi fallacieuses soient-elles, les traditions viennent circonscrire les possibles, endiguer le vertige du libre arbitre.
Mais de part et d'autre de la frontière, deux couples sont menacés par de tels mensonges : Gozal et Solduz, qui échouent à formuler leur désir de s'unir et d'aller ainsi à l'encontre du destin qui leur est assigné ; Zara et Bakhtiar, les deux comédiens du film dans le film, en attente de passeport comme leurs personnages, qui doivent jouer une histoire différente de la leur. Zara rend toute sa polysémie à la notion d'intégrité en un constat : l'imposture détruit en elle ce que la torture n'avait su entamer. »
Gaël Golhen, dans Première, est troublé par « cet incroyable film où tout se brouille. La réalité, le film, la fiction. L'enfermement de Panahi, à la fois littéral et métaphorique, nourrit cette œuvre très métatextuelle, qui est sans doute le film le plus politique et le plus désespéré de l’auteur. »

## Distinctions

### Récompenses
- Mostra de Venise 2022 : prix spécial du jury
- Festival international du film de Chicago 2022 : Award for Cinematic Bravery
- Festival du film de Trieste 2023 : prix SNCCI du meilleur film
- National Society of Film Critics Awards 2023 : 3e place du classement des meilleurs films

### Nominations
- National Society of Film Critics Awards 2023 :
  - Meilleur réalisateur
  - Meilleur film en langue autre que l'anglais

### Sélections
- Mostra de Venise 2022 : en compétition pour le Lion d'or
- Festival international du film de Chicago 2022 : en compétition pour le Gold Hugo
- Festival international du film de Valladolid 2022 : en compétition pour l'Espiga de Oro
- Festival Films from the South d'Oslo 2022 : en compétition pour le Mirroir d'or du meilleur film
- Festival international du film de Palm Springs 2023 : en compétition pour le prix Bridging the Borders